# Johnson's Whacks
| Recensione | Giudizio |
| ---------- | -------- |
| AllMusic   | [ 1 ]    |

Johnson's Whacks è il secondo album discografico solistico del batterista jazz statunitense Osie Johnson, pubblicato dall'etichetta discografica Period Records nel giugno del 1955.

## Tracce
Lato A
1. Cat Walk – 6:13 (Osie Johnson)
2. I Don't Want to Cry Anymore – 2:35 (Victor Schertzinger)
3. Don't Bug Me, Hug Me – 3:57 (Osie Johnson)

Lato B
1. Johnson's Whacks – 3:51 (Leonard Feather)
2. Flute to Boot – 3:34 (Leonard Feather)
3. Osmosis – 3:36 (Osie Johnson)

## Musicisti
Cat Walk / I Don't Want to Cry Anymore / Don't Bug Me, Hug Me
- Osie Johnson - batteria
- Osie Johnson - voce (solo nel brano: Don't Bug Me, Hug Me)[4]
- Thad Jones - tromba
- Bill Hughes - trombone (eccetto nel brano: I Don't Want to Cry Anymore)[4]
- Henry Coker - trombone (solo nel brano: I Don't Want to Cry Anymore)[4]
- Frank Wess - sassofono tenore, flauto
- Dick Katz - pianoforte
- Milton Hinton - contrabbasso

Johnson's Whacks / Flute to Boot / Osmosis
- Osie Johnson - batteria
- Frank Wess - sassofono tenore, flauto
- Benny Powell - trombone
- Dick Katz - pianoforte
- Eddie Jones - contrabbasso[3]